# Norman J. Whitney
Norman J. Whitney (eigentlich Norman Jehiel Whitney) (* 1891; † 1967) war ein US-amerikanischer Hochschullehrer und Autor.

## Leben und Wirken
Whitney studierte Anglistik, wurde zum Doktor promoviert und war von 1919 bis 1957 als Professor an der Syracuse University des Bundesstaats New York. Während dieser Zeit rief er den Syracuse Peace Council ins Leben, den er viele Jahre auch leitete. Im Jahre 1957 verließ er Syracus, um für das American Friends Service Committee (AFSC) zu arbeiten, das sich der Friedenserziehung widmet.
1941 richtete Whitney den Staatlichen Zivildienst (Civilian Public Service, Alternative zum Militärdienst in den USA) von New York für Kriegsdienstverweigerer ein. Whitney engagierte sich beim AFSC als Gebietsvertreter für New York und Neuengland, als Nationaler Sekretär für Friedenserziehung wie als Friedensberater.
Er gehörte im März 1955 zu den Unterzeichnern einer Erklärung des American Friends Service Committee unter der Überschrift „Von der Macht, die Wahrheit auszusprechen“, mit der die Quäker eine Studie zur internationalen Konfliktlage vorlegten. Er war Mitglied der Christlichen Friedenskonferenz 1960 zur Vorbereitung der I. Allchristlichen Friedensversammlung 1961 in Prag.
Bei der 2001 erfolgten Wiederaufbereitung seiner Papiere war es oft sehr schwer zu unterscheiden, was Whitneys Ansatz entsprach und was bestimmte Rücksichten widerspiegelte, die den Zeitumständen geschuldet waren. Zu seinen Briefpartnern gehörten Stephen G. Cary, Harrop A. Freeman, Paul Comley French, Paul J. Furnas, Philip E. Jacob, Abraham Kaufman, Evan W. Thomas, Robert S. Vogel, Mildred C. Whitney, Harold P. Winchester und viele Stabsmitglieder des AFSC.
Ein Teil der „Spectator Papers“ (Beobachter-Aufzeichnungen), verfasst von Whitney von Januar 1943 bis zu seinem Tod 1967, war in die Periodische Sammlung eingegliedert. Dieser Teil ist nicht vollständig. Eine Neuauflage der Sammlung soll bis 2020 abgeschlossen sein.
Whitney war verheiratet mit Mildred Carolyn.

## Werke
- Into Great Waters. Speech delivered at Arch Street Meeting House. William Penn lecture, 1957. Philadelphia: Young Friends Movement, 1957.
- Experiments in Community, Pendle Hill (1966)
- Experiments in community: Ephrata, The Amish, the Doukhobors, Series: Pendle Hill Pamphlets (149)

## Nachlass
- Norman J. Whitney Papers, 1938-1967. Donated by sister Mildred C. Whitney, the Syracuse Peace Council & the American Friends Service Committee. Collection reprocessed & checklist revised by Anne Yoder, November 2001. This checklist is the property of the Swarthmore College Peace Collection.
- Briefwechsel: American Friends Service Committee. (Norman J. Whitney, Roy McCorkel): Pac 75 T.L.S., 2 T.L., 2 H.L., 2 telegrams, 55 F.M. 1940-60. 136 document sheets.[3]
- Syracuse University, George Arents Research Library Syracuse, NY. Papers: In Nathan Lewis Miller papers, 1902-1958; Edmund Bigelow Chaffee papers, 1902-1937; Norman J. Whitney papers, 1937-1968; Osborne family papers, 1812-1968; and Paul Henson Appleby papers, 1932-1965.[4]